# Brenham, Texas
Brenham là một thành phố thuộc quận Washington, tiểu bang Texas, Hoa Kỳ. Năm 2010, dân số của xã này là 15716 người.

## Dân số
- Dân số năm 2000: 13507 người.
- Dân số năm 2010: 15716 người.